# Adolphe Dumas

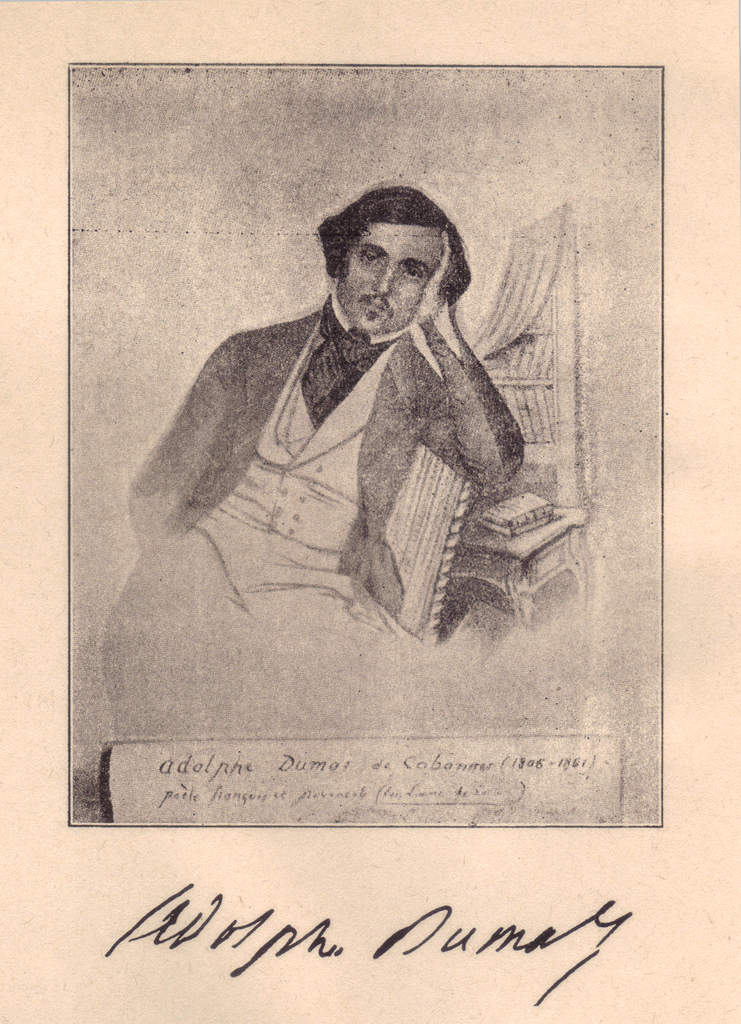
Adolphe Dumas

Adolphe Dumas (* 18. Dezember 1805 in Caumont-sur-Durance; † 15. August 1861 in Dieppe) war ein französischer Dichter, Dramatiker und Provenzalist.

## Leben und Werk
Adolphe Dumas, der in der Provence geboren und aufgewachsen war, hatte in Paris enge Beziehungen zu den französischen Autoren der Romantik und war um die Mitte des 19. Jahrhunderts ein in Frankreich bekannter Dichter und Dramatiker (dessen Werke allerdings heute vergessen sind).
Dumas hatte entscheidenden Anteil am raschen Triumph des Epos Mirèio von Frédéric Mistral. Im Auftrag des Unterrichtsministers Hippolyte Fortoul auf der Suche nach provenzalischen Volksliedern, traf er am 5. Februar 1856 Mistral in Maillane, nahm Einblick in das in Arbeit befindliche Manuskript und stellte am 29. August 1858 Mistral persönlich (mit dem nunmehr fertigen Text) in Paris Alphonse de Lamartine vor, dessen 80-seitige enthusiastische Rezension im Cours familier de littérature (40e Entretien) für den sofortigen Erfolg in Paris sorgte.
Seinen Bekannten Adolphe Dumas kennzeichnete Lamartine im gleichen Text (und in Absetzung von den beiden Alexandre Dumas, Vater und Sohn) als « le Dumas poétique, le Dumas prophétique, le Dumas de la Durance, celui qui jette de temps en temps des cris d’aigles sur les roches de Provence […], que je respecte à cause de son éternelle inspiration, et que j’aime à cause de sa rigoureuse sincérité. »

## Werke (Auswahl)
- Provence, Paris 1840
- Les Philosophes baptisés. Etudes, Paris 1845
- Un liame de rasin countenènt lis obro de Castil-Blaze, Adòufe Dumas [Adolphe Dumas], Jan Reboul, Glaup e T. Poussel, hrsg. von Joseph Roumanille und Frédéric Mistral, Avignon 1865